# Qusra
Qusra, també Kusra (àrab: قُصرة, Quṣra), és un vila palestina de la governació de Nablus, a Cisjordània, al nord de la vall del Jordà, 28 kilòmetres al sud-est de Nablus. Segons l'Oficina Central Palestina d'Estadístiques tenia 4.377 habitants en 674 llars el 2007.
Sota els termes dels Acords d'Oslo de 1993 entre Israel i l'Organització per a l'Alliberament de Palestina, Qusra està situada en Zona "C" sota control civil i militar totalment d'Israel. El lloc d'avançada israelià d'Esh Kodesh (fundat el 1999) es troba a prop de Qusra.

## Història

### Època otomana
Segons Finkelstein et al., Qusra mai ha estat censada. Estimen les dades dels primers anys otomans segons Hütteroth i Abdulfattah.
En 1596 la vila apareix als registres fiscals otomans sota el nom de Qusayra com a part de la nàhiya de Jabal Qubal al liwà de Nablus.Tenia una població de 14 llars, totes musulmanes. Els habitants de la vila pagaven taxes pel blat, l'ordi, els cultius d'estiu, oliveres arbres, cabres i/o ruscs.
En 1838 Qusra (escrita Kausara) era classificada com a vila musulmana al subdistricte d'el-Beitawi. L'explorador francès Victor Guérin va descriure travessada per «magnífics» roures en el camí cap a la vila en maig de 1870. La vila, que anomenà Kesrah, va descriure que tenia 200 habitants. Guérin va assenyalar antigues cisternes tallades en roca, la més antiga de les quals a la part baixa de la vila.
En 1882 el Survey of Western Palestine (SWP) del Fons per a l'Exploració de Palestina va assenyalar que: «a l'oest de la vila hi ha fundacions i munts de pedres." SWP també descriu la vila (anomenada Kusrah) com a: "una vila de mida mitjana, en una zona poc elevada, amb oliveres.» A començaments del segle xx, a les acaballes del domini otomà, Qusra formava part del xeïcat amb base a Jalud de Mashiyah Dar al-Haj Mahmud que era administrat nominalment per la família Nasr Mansur.

### Època del Mandat Britànic
En el cens de Palestina de 1922 organitzat per les autoritats del Mandat Britànic de Palestina, Qusra tenia 707 habitants, tots musulmans, que augmentà lleugerament en el cens de 1931 a 851, tots musulmans, en 213 llars.
En el cens de 1945 Qusra tenia 1.120 habitants, tots musulmans, amb 8,938 dúnams de terra, segons un cens oficial de terra i de població. D'aquests, 2,763 dúnams eren plantacions i terres de rec, 3,091 usats per cereals, i 69 dúnams eren sòl edificat.

### Època moderna
Després de la de la Guerra araboisraeliana de 1948, i després dels acords d'Armistici de 1949, Qusra va restar en mans de Jordània. Després de la Guerra dels Sis Dies el 1967, ha estat sota ocupació israeliana.
El 24 de desembre de 2014 les forces israelianes destruïren amb bulldozers uns 400 metres quadrats dels murs tradicionals de la vila propers a l'assentament israelià de Migdalim.

#### Incidents de setembre de 2011

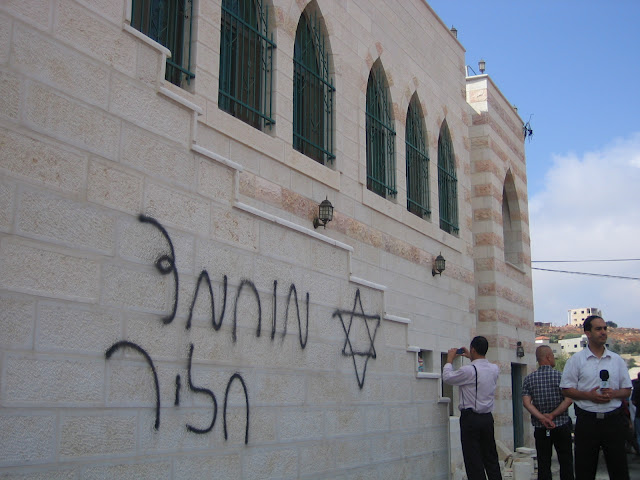
""Mo és un porc", pintada d'un colon israelià a la Mesquita al-Nurayn de Qusra, 2011

En la nit del 4 al 5 de setembre de 2011, un grup de presumptes colons israelians entraren a la vila a les 3 a.m., va fer actes de vandalisme a la mesquita Al-Nurayn i intentaren calar-li foc. Trencaren les finestres, cremaren tires de pneumàtics i van escriure en hebreu a la paret "Muhammad és un porc". L'atac a la mesquita es va produir poc després que la policia israeliana va destruir tres estructures de l'assentament il·legal de Migron al nord de Jerusalem. Segons l'Agence France-Presse, la pintada també incloïa una Estrella de David i el nom “Migron”. L'atac, que no era el primer d'aquesta mena, fou considerat per la policia com un atac de “responsabilitat mútua” seguit per un segment radical dels colons amb els que responien als intents de les autoritats israelianes de demolició d'assentaments no autoritzats amb atacs contra palestins.
L'Autoritat Nacional Palestina va condemnar l'atac i va cridar al Quartet d'Orient Mitjà a participar-hi. El govern israelià també va condemnar l'atac i va instar les autoritats a "portar els responsables a la justícia" i a totes les parts per evitar la possibilitat d'una escalada potencial. El representant d'afers exteriors i política de seguretat de la Unió Europea Catherine Ashton va elaborar una declaració que condemnava enèrgicament l'atac a la mesquita, dient: "Aquestes provocacions soscaven greument els esforços per construir la confiança el necessari per a una pau global a la zona, […] atacs contra llocs de culte soscaven la llibertat de religió o de creences que és un dret humà fonamental" fent una crida a les autoritats israelianes "a investigar l'atac, portar davant la justícia els autors i prevenir que tals atacs es repeteixin." El Departament d'Estat dels Estats Units també condemnaren enèrgicament l'"atac perillós i provocatiu" a la mesquita i va cridar a arrestar els responsables i "aplicar-los tota la força de la llei".
Qusra es troba fora de la jurisdicció de l'Autoritat Palestina i depèn dels militars israelians per a la protecció i els residents no tenen armes. Es va organitzar una vigilància veïnal consistent entre 15 i 20 voluntaris que patrullaven cada nit. En cas de problemes, els voluntaris tenien instruccions per trucar per telèfon al governador de Nablus qui contactaria amb l'Exèrcit israelià (FDI). Segons l'alcalde de Qusra, Hani Abu Murad, la patrulla va espantar els colons que es van acostar a la vila uns pocs dies després que la mesquita va ser profanada.
El 23 de setembre de 2011, un grup d'unes dotzenes de colons d'un assentament proper es va acostar a Qusra, i es va fer un advertiment a través dels altaveus de les mesquites. Un grup gran d'habitants de Qusra es va enfrontar als colons i van llançar pedres, després va arribar l'Exèrcit israelià per protegir els colons. Les FDI primer llançaren gas lacrimogen i després munició, matant Essam Kamal Badran, 35 anys, segons Haaretz. Un comunicat de les FDI confirmà que les tropes havien usat foc real contra els palestins després que els palestins llençaren pedres contra el personal de seguretat i van dir que estaven investigant amb oficials de seguretat palestins.
L'incident va rebre àmplia publicitat, ja que es va produir just hores abans que el president palestí Mahmoud Abbas pugés al podi de l'Assemblea General de l'ONU per demanar el reconeixement d'un estat palestí.